# Campeonato Mundial de Rali de 2013

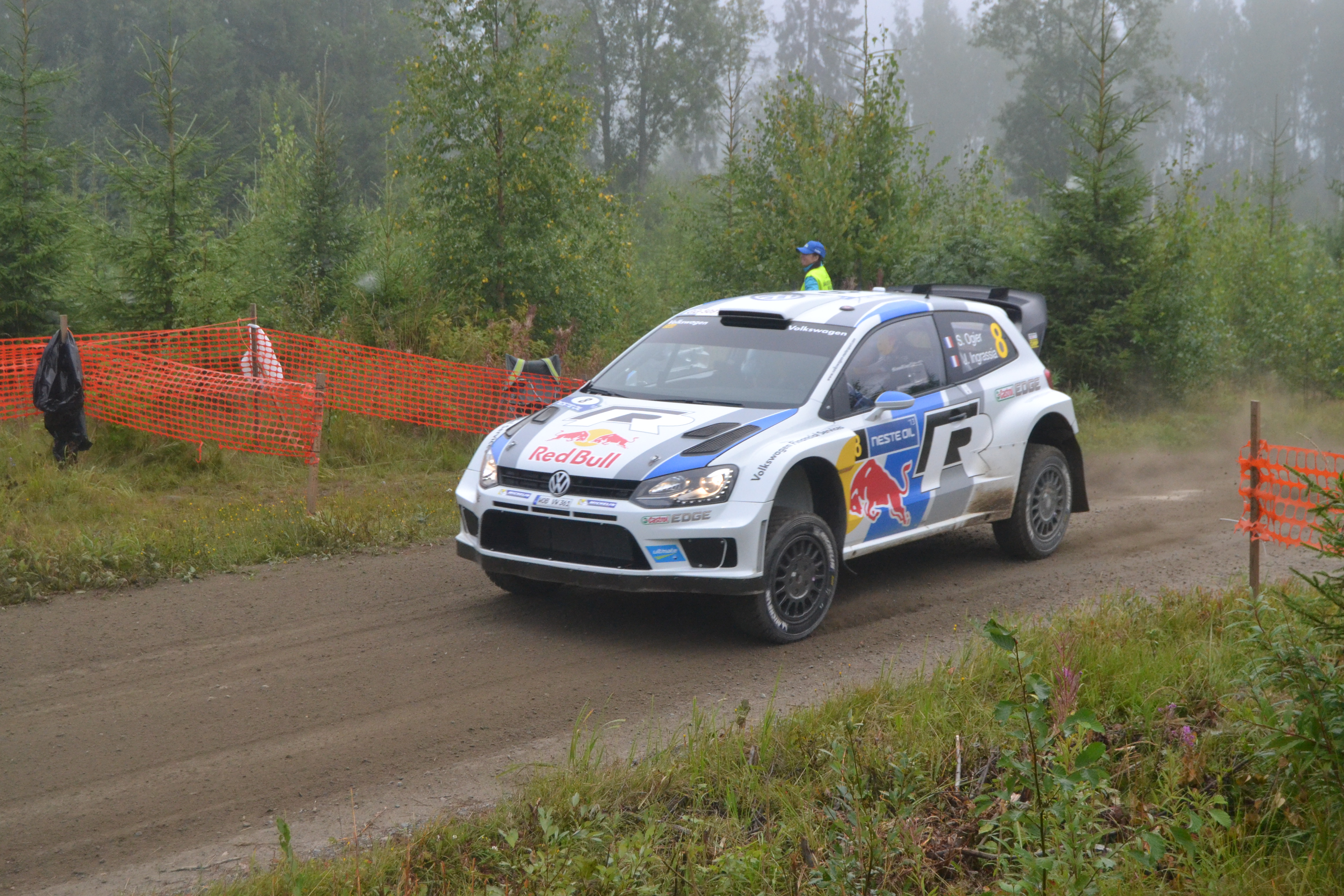
Sébastien Ogier no Campeonato Mundial de Rali na Finlândia, 2013.

O Campeonato Mundial de Rali de 2013 foi a 41ª temporada do Campeonato Mundial de Rali, organizado pela FIA. A temporada teve início em 15 de janeiro, no Rali de Monte Carlo, e foi finalizada em 17 de novembro, no Rali do País de Gales. Sébastien Ogier foi o vencedor do Mundial de Pilotos, e a equipe Volkswagen Motorsport foi a vencedora do Mundial de Construtores.

## Calendário
| Etapa | Datas                   | Rali                  | Base do evento   | Categorias paralelas                              | Superfície         |
| ----- | ----------------------- | --------------------- | ---------------- | ------------------------------------------------- | ------------------ |
| 01    | 15 a 20 de janeiro      | Rali de Monte Carlo   | Monte Carlo      | WRC2 / WRC3                                       | asfalto e neve     |
| 02    | 7 a 10 de fevereiro     | Rali da Suécia        | Karlstad         | WRC2 / WRC3                                       | neve e gelo        |
| 03    | 7 a 10 de março         | Rali do México        | León             | WRC2 / WRC3                                       | cascalho           |
| 04    | 11 a 14 de abril        | Rali de Portugal      | Faro             | WRC2 / WRC3 / JWRC / Rally Gold Cup               | cascalho           |
| 05    | 1 a 4 de maio           | Rali da Argentina     | Villa Carlos Paz | WRC2 / WRC3                                       | cascalho           |
| 07    | 31 de maio a 2 de junho | Rali da Acrópole      | Loutraki         | WRC2 / WRC3 / JWRC                                | cascalho           |
| 06    | 20 a 22 de junho        | Rali da Sardenha      | Olbia e Sassari  | WRC2 / WRC3                                       | cascalho           |
| 08    | 1 a 3 de agosto         | Rali da Finlândia     | Jyväskylä        | WRC2 / WRC3 / JWRC                                | cascalho           |
| 09    | 22 a 25 de agosto       | Rali da Alemanha      | Trier            | WRC2 / WRC3 / JWRC / Citroën Racing Junior Trophy | asfalto            |
| 10    | 12 a 15 de setembro     | Rali da Austrália     | Coffs Harbour    | WRC2 / WRC3                                       | cascalho           |
| 11    | 3 a 6 de outubro        | Rali da Alsácia       | Estrasburgo      | WRC2 / WRC3 / JWRC                                | asfalto            |
| 13    | 24 a 27 de outubro      | Rali da Catalunha     | Salou            | WRC2 / WRC3 / JWRC / Spain Fiesta Sport Trophy    | asfalto e cascalho |
| 12    | 14 a 17 de novembro     | Rali do País de Gales | Deeside          | WRC2 / WRC3                                       | cascalho           |